# Anadoluhisarı
Anadoluhisarı (Turks voor Anatolisch fort) is een burcht aan de oever van de Bosporus in de Turkse stad Istanbul. Deze burcht is het oudste Ottomaanse gebouw in de stad en gebouwd bij het engste punt van de Bosporus, aan de noordkant van de monding van de rivier Göksu (Aretòs in het Oudgrieks). Het is omringd door de wijk Anadoluhisarı, vernoemd naar de burcht.

## Geschiedenis
Anadoluhisarı werd in 1393-94 door de Ottomaanse sultan Yıldırım Bayeziz gebouwd als een van de voorbereidingen op de ‘bedwinging’ van het toen Byzantijnse Constantinopel: met deze dwangburcht alsook de bezetting van de kastelen van Yoros en Şile die dichter bij de monding van de Zwarte Zee stonden, werd de Bosporus gecontroleerd ter voorkoming dat het Byzantijnse Rijk vanuit de Zwarte Zee hulp zou krijgen. 
Bayezid slaagde er niet in de stad tot overgave te dwingen, maar verzwakte het wel. Zijn kleinzoon Mehmet de Veroveraar klaarde de klus: als laatste voorbereiding voor de feitelijke belegering van Constantinopel werd Anadoluhisarı in 1451-52 door hem versterkt met een barbacane ter verdediging tegen kanonbeschietingen, maar vooral ook om de Bosporus goed onder schot te nemen.
In dezelfde periode werd onder toezicht van de sultan aan de Europese zijde van de Bosporus ook het fort van Roemelië (Rumelihisarı) gebouwd. Beide kastelen droegen bij aan de uiteindelijke val van Constantinopel in 1453, een mijlpaal dat het einde van de middeleeuwen markeerde en de vroegmoderne tijd inluidde.

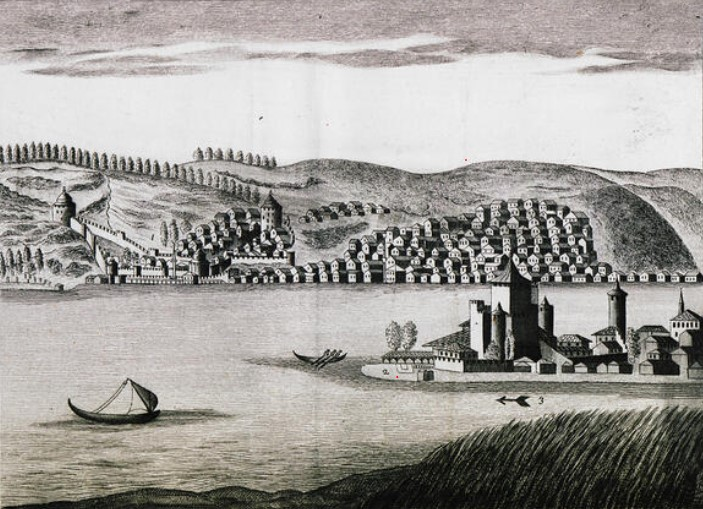
Anadoluhisarı met aan de overkant Rumelihisari in de 18e eeuw. Zichtbaar hier zijn de torenkappen.

Na de val van Constantinopel bleef Anadoluhisarı dienen ter controle van de scheepvaart, en heeft het tevens enige tijd als gevangenis gediend. Zo werd er onder andere in 1551 de Habsburgse ambassadeur Johann Maria Malvezzi gevangen gehouden. Het fort diende een laatste militaire rol, toen het ter verdediging werd in gezet tegen rooftochten van de kozakken in de 17e eeuw.  Rondom het bouwwerk ontwikkelde zich een nederzetting, genoemd naar de fort, met in de 17e eeuw ca. 1080 huizen, inclusief diverse paleizen en landhuizen.
De nederzetting kreeg in de 19e eeuw een meer civiele karakter, maar werd in 1878 grotendeels verwoest door een grote brand die in het fort uitbrak. Het fort zelf raakte tegen het einde van de eeuw in verval en enkele torens stortten in als gevolg van een grote aardbeving in 1894.
In 1917 werd voor het eerst geopperd om van het toen zwaar vervallen fort een museum te maken en volgden in de jaren erop reparatiewerkzaamheden. In 1928 werd echter voor de aanleg van de kustweg de barbacanemuren opengebroken, hetgeen een negatieve impact had op het bouwwerk. Datzelfde jaar werden reparatiewerkzaamheden uitgevoerd die meer kwaad dan goed deden. De houten brug die het fort met de zuidelijke kade van de Göksu-rivier verbond werd gesloopt en hiervoor in plaats kwam een brug van gewapend beton, thans gebruikt voor de kustweg.

## Beschrijving

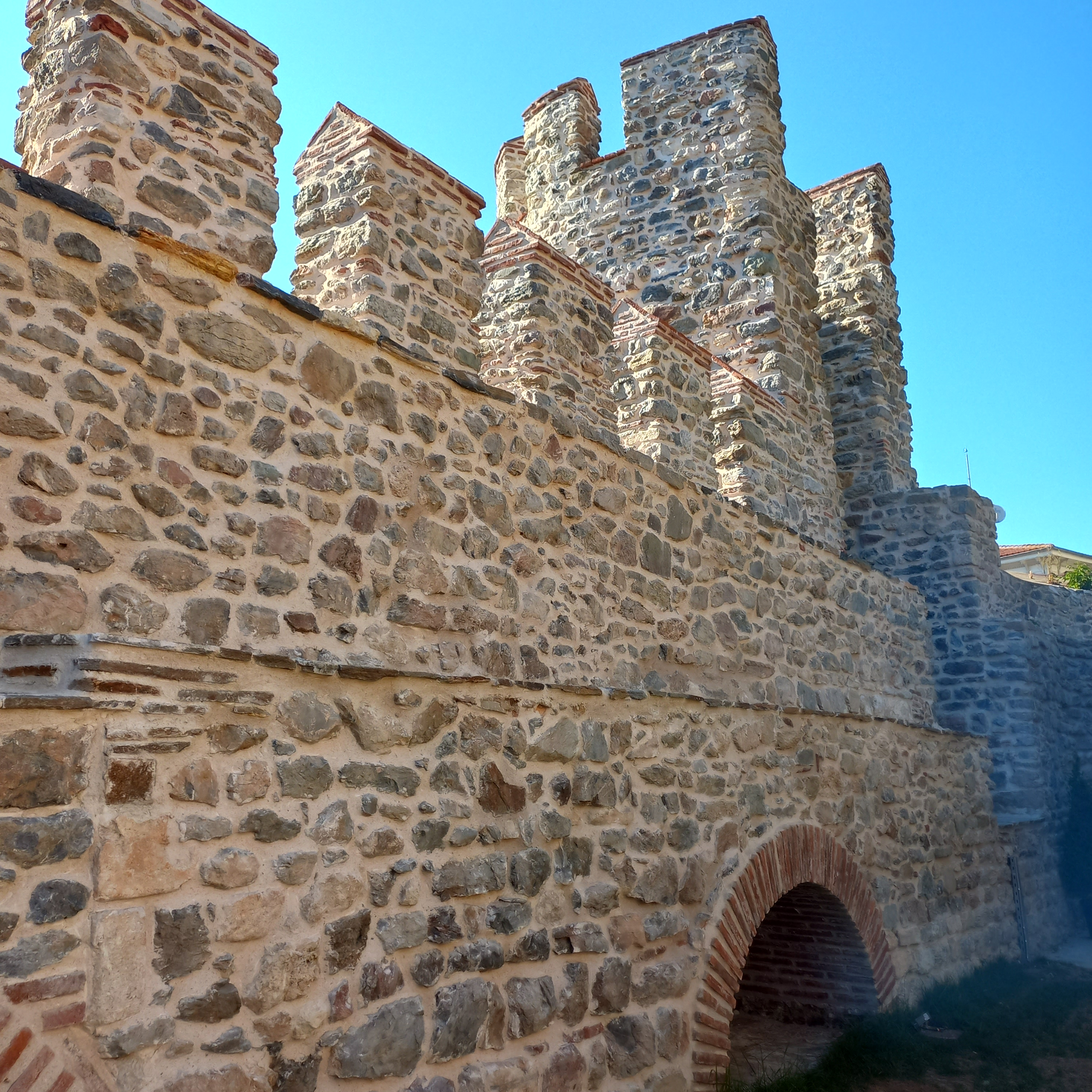
Barbacane met diagonale schietgat

Het fort ligt aan de Aziatische zijde van een van de nauwste punten van de Bosporus, aan de noordelijke oever van de Göksu-rivier. Deze rivier, in het verleden ook zoetwater-rivier (Tatlısu-deresi) genoemd, is de grootste rivier aan de Aziatische zijde die op de Bosporus uitmondt.
De op een rots gebouwde burcht heeft een grote toren van 25 meter en 5 kleinere wachttorens.  Het heeft een barbacane met schietgaten voor grote kanonnen op grondniveau. Deze schietgaten waren diagonaal in de muren gebouwd zodat het scheepvaart op de Bosporus in een wijde boog onder schot genomen kon worden. 

## Galerij

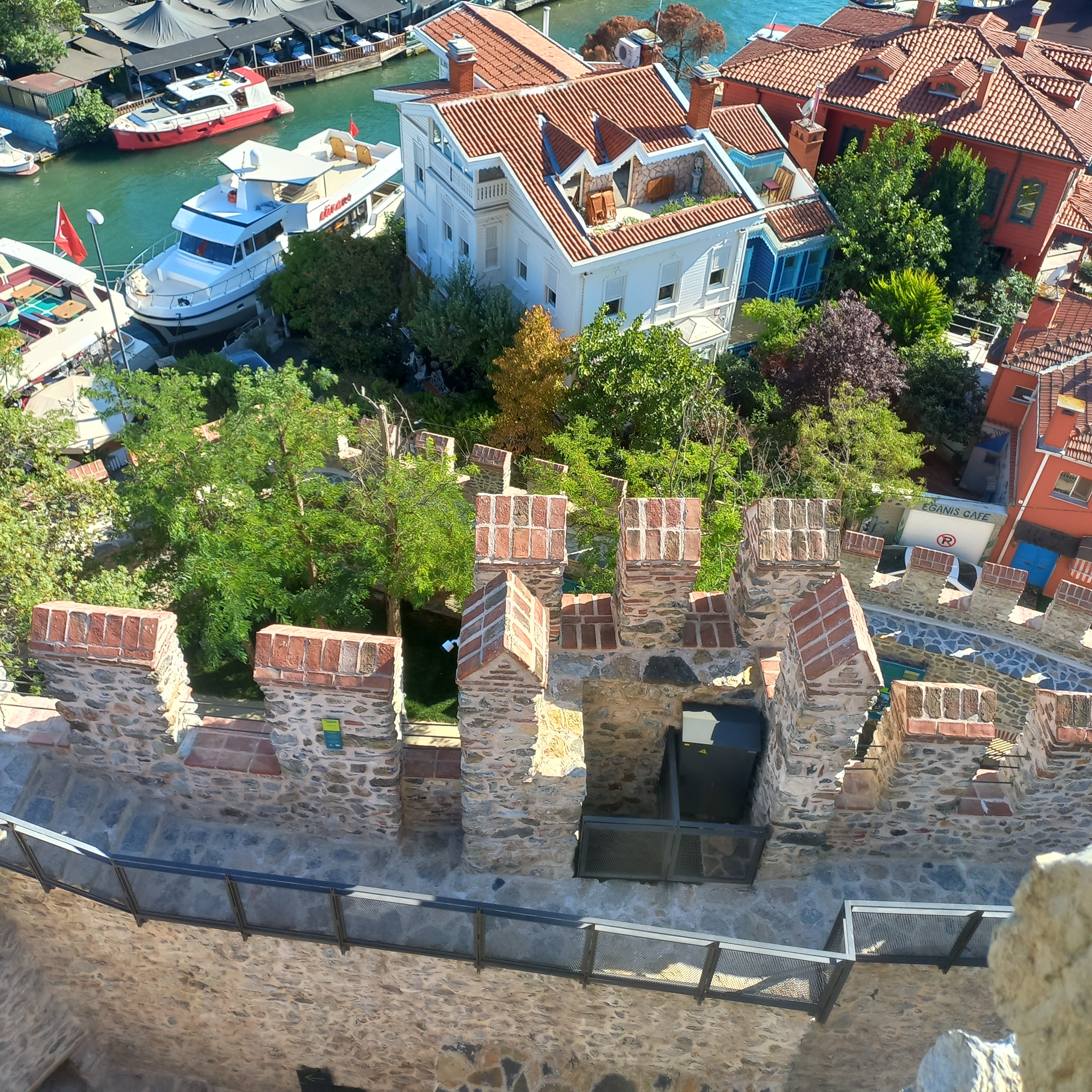
Zicht vanuit de hoofdtoren
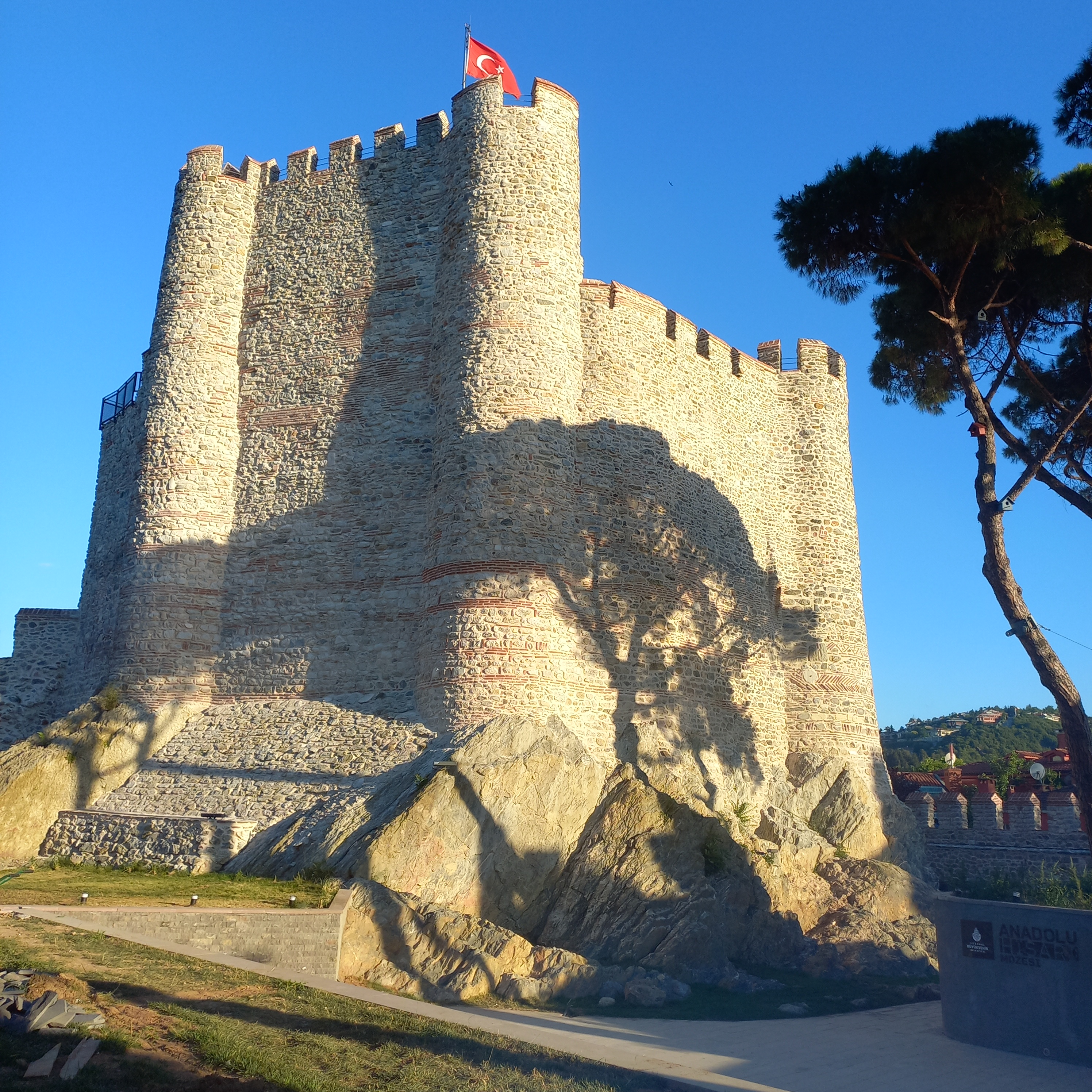
Binnenkasteel op de rots
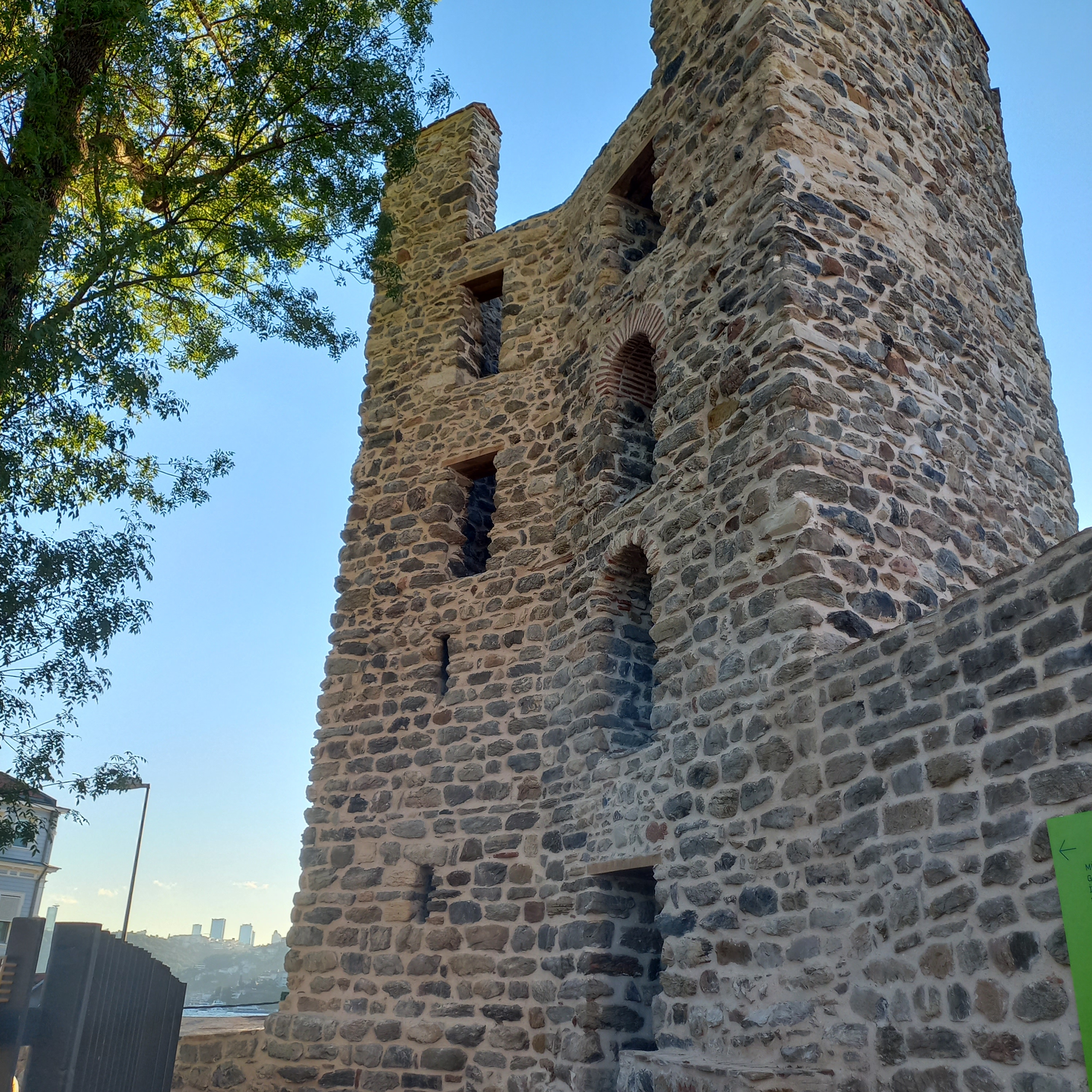
Toren in de barbacane
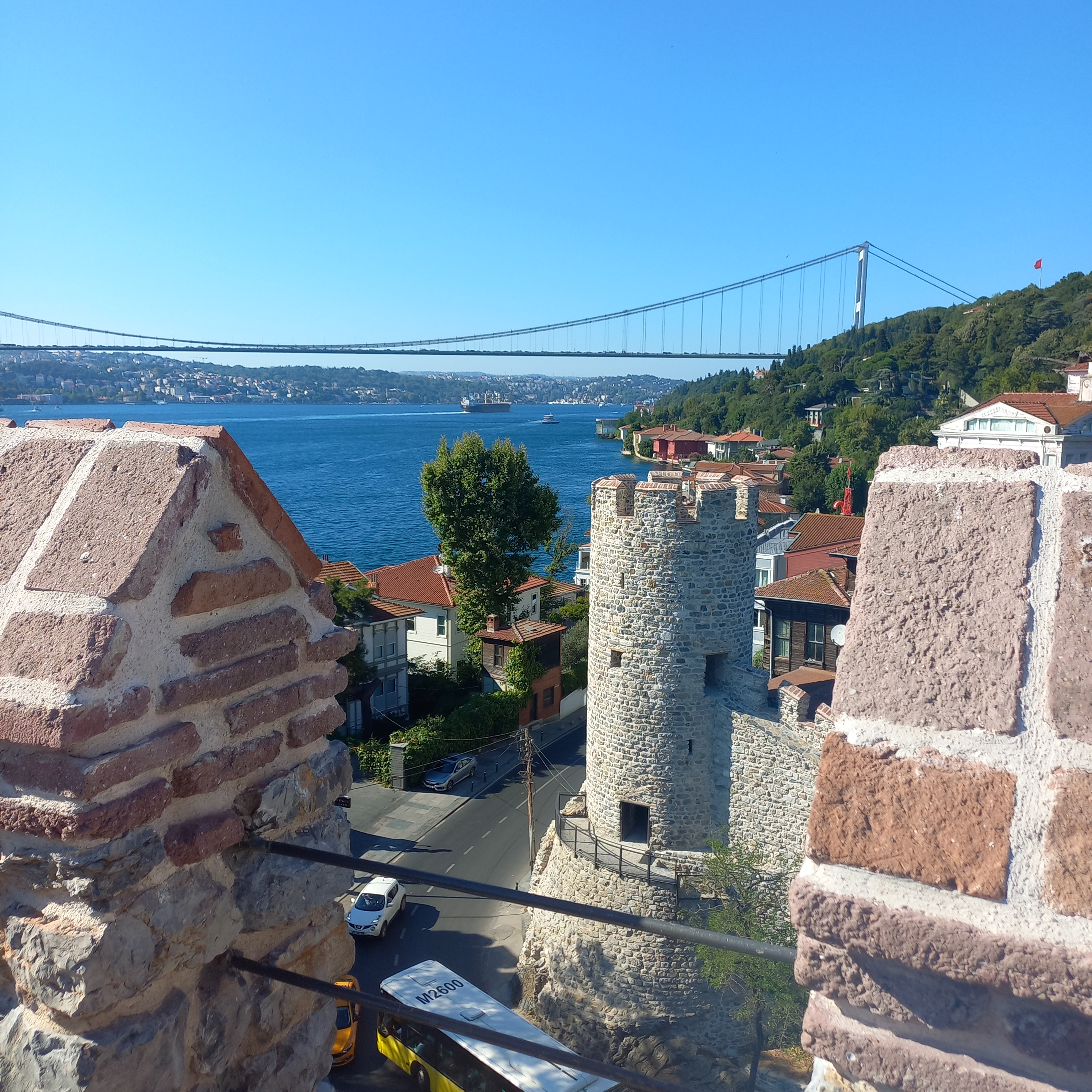
Kustweg snijdt door de fort heen.
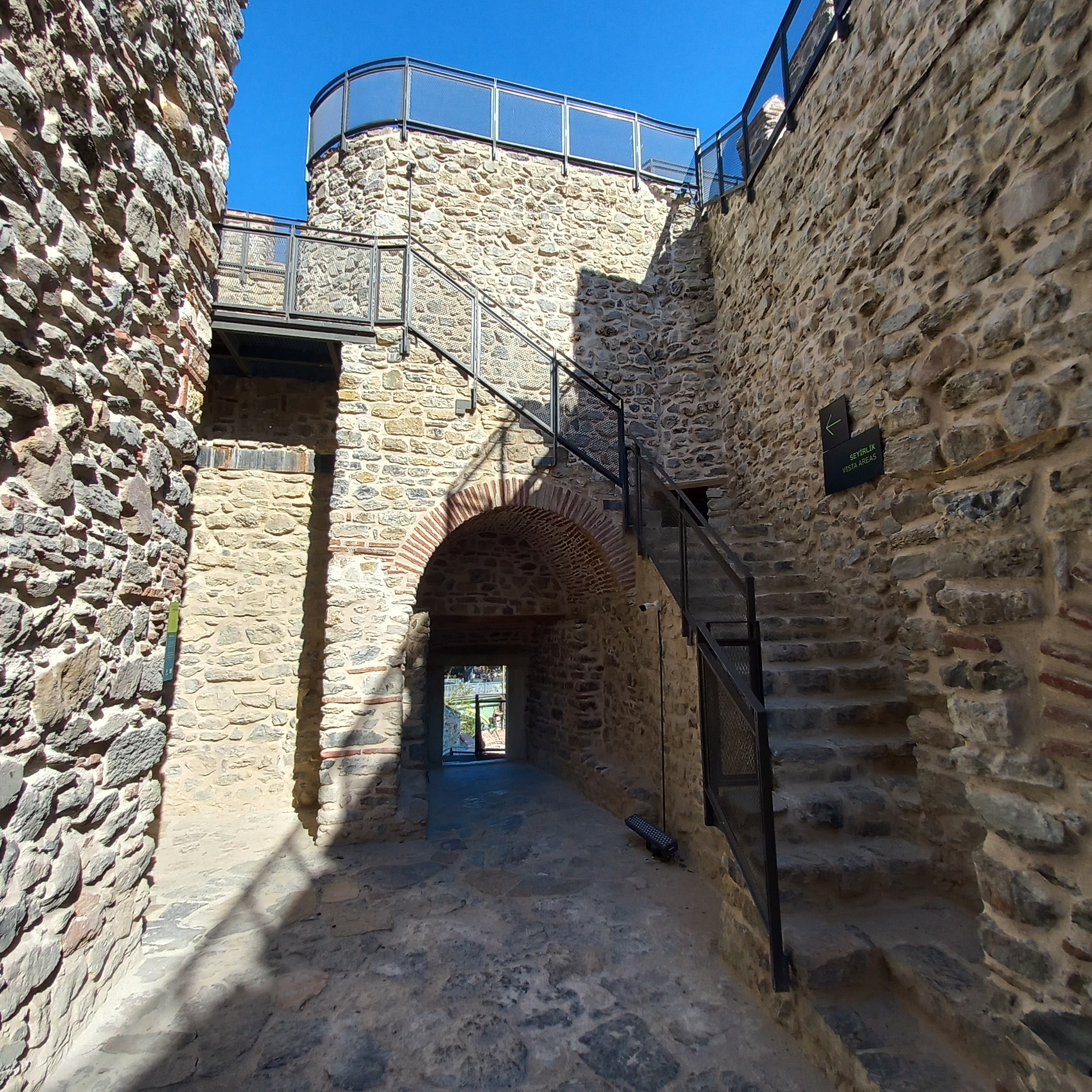
Binnenplaats van het binnenkasteel

## Bron
- (tr) Albert Gabriel, İstanbul Türk Kaleleri,, Kervan Kitapçılık (1973), pp.17-45